# Lago Glamm
El lago Glamm (en alemán: Glammsee) es un lago situado en el distrito de Mecklemburgo Noroccidental, en el estado de Mecklemburgo-Pomerania Occidental (Alemania), a una altitud de 18 metros; tiene un área de 66 hectáreas.